# Майер-Ландрут, Андреас
Бруно Андре́ас Майер-Ландрут (нем. Bruno Andreas Meyer-Landrut; род. 31 мая 1929 года, Таллин, Эстония) — посол ФРГ в СССР в 1980—1983 и 1987—1989 годах.

## Биография
Балтийский немец, уроженец Эстонии. Родился в Таллине в семье промышленника. С самого детства Майер-Ландрут говорил на трёх языках — немецком, эстонском и русском. В начале Второй мировой войны был вместе с родителями переселён в оккупированную Польшу в соответствии с протоколом между Эстонией и Германией о переселении этнических немцев. В конце войны семья бежала на запад, в Германию, где поселилась в Билефельде.
В 1950 году окончил гимназию. Окончил Гёттингенский университет, изучал историю Восточной Европы, славистику, историю, социологию и филологию. Год учился в Загребском университете. В 1954 году стал доктором философии, защитившись по теме истории хорватского театра XIX века.

### Карьера
В 1955 начал работать в центральном аппарате министерства иностранных дел ФРГ. Работал в посольствах в Бельгии (1958—1959) и Японии (1959—1961). Был послом в Народной Республике Конго в 1969—1971 годах.
В 1971—1980 — глава отдела МИД, ведавшего отношениями с СССР и восточноевропейскими странами, затем политического управления, ведавшего отношениями со странами Африки, Азии и Латинской Америки.
Был одним из лучших в МИД экспертов по России. Пять раз, начиная с 1957 года, получал назначения в посольство ФРГ в Москве (в 1966—1969 годах — пресс-атташе). С октября 1980 по октябрь 1983 и затем с 1987 по 1989 он служил послом в СССР. Многое сделал для этнических немцев России.
С конца 1983 по апрель 1987 был статс-секретарём МИД. Затем в 1989—1994 работал начальником штаба президента Германии Рихарда фон Вайцзеккера.
До 2002 являлся главой представительства фирмы «Даймлер-Крайслер» в Москве и членом российско-немецкого форума.
С 1985 года 16 лет проработал на посту вице-президента Федерации конного спорта Германии, где заведовал развитием любительского конного спорта и занимался в основном политическими контактами.

## Семья
Был женат дважды. Дедушка певицы Лены Майер-Ландрут, дядя немецкого дипломата Николауса Майер-Ландрута.

## Книга
- Meyer-Landrut, Andreas «С богом! И оденься потеплее». Моя дипломатическая миссия в России. М.: Международные отношения. — 2005. — 287 с. ISBN 5-7133-1248-8. Тираж: 2000 экз. (Русский перевод книги Майер-Ландрута, изданной на немецком в 2003 году).